# Sempronius Asellio
Sempronius Asellio (* um 158 v. Chr.; † nach 91 v. Chr.) entstammte der römischen Plebejerfamilie der Sempronier und trat als Verfasser eines lateinischen Geschichtswerks hervor, das vor allem Zeitgeschichte behandelte. Es ist lediglich in Form von Zitaten bei anderen Autoren erhalten.

## Leben
Sempronius Asellio, dessen Praenomen unbekannt ist, war laut der einzigen erhaltenen Angabe zu seinem Leben Militärtribun des Publius Cornelius Scipio Aemilianus Africanus bei der Belagerung von Numantia in Spanien (134–133 v. Chr.). Aufgrund seiner Stellung dürfte er damals etwa 24 Jahre alt gewesen sein, woraus sich sein Geburtsdatum auf circa 158 v. Chr. errechnet. Da ein Fragment seines Werkes mit großer Wahrscheinlichkeit auf die Ermordung des Volkstribunen Marcus Livius Drusus 91 v. Chr. anspielt, muss Asellio mindestens bis zu diesem Jahr gelebt haben. Laut dem Zeugnis eines anderen Zitates dürfte er sogar noch über Vorkommnisse der Jahre 86 oder 83 v. Chr. berichtet haben. Sonst liegen über seine Biographie keinerlei Zeugnisse vor.

## Werk
Asellio gilt als der erste römische Historiker, der sich auf Zeitgeschichte beschränkte, während seine Vorgänger ihre Darstellung meist mit der Gründung Roms begannen oder Monographien über bestimmte vergangene Zeitepochen verfassten. Erst in höherem Alter und etwas später als der Geschichtsschreiber Lucius Coelius Antipater schrieb er sein historisches Werk, dessen genauer Titel nicht überliefert ist, sondern in den Zitaten zwischen Res gestae und Historiae schwankt. Der behandelte Zeitraum setzte etwa mit 160 v. Chr. oder bei direktem Anschluss an sein Vorbild Polybios mit 146 v. Chr. ein und reichte bis mindestens 91 v. Chr. Die genaue Anzahl der Bücher von Asellios Werk ist nicht bekannt. Sie betrug wenigstens 14, doch dürfte die Angabe falsch überliefert sein, dass ein – meist auf ein Ereignis des Jahres 86 (Plünderung des Hafens von Piräus durch den Feldherrn Sulla) oder 83 v. Chr. bezogenes – Zitat aus dem 40. Buch stammen soll. Eine so hohe Bandnummer erscheint aufgrund der Verteilung anderer Zitate ausgeschlossen, denn sie lassen sich folgendermaßen datieren: Fragment 4 (aus Buch 4) wohl auf 137 v. Chr., die Fragmente 6 und 7 (aus Buch 5) auf 133 v. Chr. und Fragment 11 (aus Buch 14) wohl auf 91 v. Chr. Waren also 46 Jahre (137–91 v. Chr.) in 11 Büchern beschrieben, so ist es unwahrscheinlich, dass Asellio weitere 26 Bücher (nämlich Buch 15 bis Buch 40) über die Jahre 91 bis 86 bzw. 83 v. Chr. verfasste. Außerdem war er 91 v. Chr. bereits fast 70 Jahre alt und wird daher dem 14. Buch nicht mehr viele weitere an die Seite stellen haben können.
Insgesamt sind nur 15 Fragmente von Asellios Werk erhalten. Die meisten liefert der römische Buntschriftsteller Aulus Gellius. Eines dieser Fragmente ist eine vermutlich aus dem Proömium stammende Erklärung Asellios über Zweck und Methode seiner historischen Darstellung, in der er auch die „Annalen“ seiner Vorgänger kritisiert. Diese erschöpften sich in der bloßen Aufzählung von Fakten, ohne Auskunft über die dahinterliegenden Ursachen und Motivationen oder die Innenpolitik zu geben. Außerdem solle „echte“ Geschichtsschreibung zu moralisch-patriotischer Gesinnung erziehen mit dem Ziel, die Leserschaft mit mehr Begeisterung für die Erledigung staatlicher Aufgaben wie die Landesverteidigung zu erfüllen. Damit schloss sich Asellio wohl als erster römischer Historiker der pragmatischen Geschichtsschreibung des Polybios an. Wegen der geringen Zahl der überlieferten Fragmente kann aber nicht beurteilt werden, in welchem Ausmaß er seinen eigenen Anspruch an die Aufbereitung historischer Fakten in seinem Werk tatsächlich realisierte. Umstritten ist, auf welche Autoren sich Asellios Polemik konkret bezieht. Während ein Teil der Forscher glaubt, dass er allgemein alle vorangegangenen Annalisten meint, nehmen andere Gelehrte an, dass er nur solche Historiker kritisiert, die in ihre Schriften vor allem Chronikmaterial der Priesterannalen (Annales maximi) aufnahmen.

## Rezeption
Der römische Redner Marcus Tullius Cicero bemängelte den ganz nach der Manier des Polybios verwendeten schlichten Stil von Asellio. Das erklärt auch, warum dessen Schrift anscheinend überhaupt nicht von späteren Historikern herangezogen wurde. Jedenfalls finden sich außer Ciceros Bemerkung bis ins 2. Jahrhundert n. Chr. keinerlei Erwähnungen von Asellios Werk, das erst seit der Regierung des Kaisers Hadrian von Grammatikern und Antiquaren zitiert wird. Aulus Gellius sah Asellio wohl direkt und teilweise aus inhaltlichen Gründen ein, die späteren Autoren (Nonius, Charisius, Servius, Priscian) dagegen offenbar nur indirekt über Mittelsquellen und aus rein sprachlichem Interesse.

## Ausgabe
- H. Peter, Historicorum Romanorum Reliquiae (HRR) 1, S. 179–184.